# Wereldbeker schaatsen 2015/2016 - Wereldbeker 1
De Wereldbeker schaatsen 2015/2016 Wereldbeker 1 was de eerste wedstrijd van het wereldbekerseizoen die van 13 tot en met 15 november 2015 plaatsvond op de Olympic Oval in Calgary, Canada.
In dit 'schaatsweekend' werden drie wereldrecords verbeterd. Bij de mannen scherpte de Rus Pavel Koelizjnikov op de 500 meter de tijd naar 34,00 seconden. De Amerikaanse Heather Richardson-Bergsma verbeterde de tijd op de 1000 meter naar 1.12,51 en haar landgenote Brittany Bowe bracht op de 1500 meter de tijd tot 1.51,59. Daarnaast werden er nog 35 nieuwe nationale records verreden, 23 door de mannen en twaalf door de vrouwen. De Belg Bart Swings verbeterde de tijden op de 1000 en 1500 meter, de Nederlandse Jorien ter Mors de tijd op de 1000 meter. Daarnaast verbeterde de Rus Denis Joeskov op de 1500 meter nog het baanrecord. Daarnaast werden twee nieuwe wereldrecords neergezet op de teamsprint.

## Tijdschema
| Datum                | Tijd (MET) | Onderdeel |
| -------------------- | ---------- | --- |
| Vrijdag 13 november  | 20:30      | 3000 m vrouwen 1e 500 m vrouwen 1e 500 m mannen 5000 m mannen                                                              |
| Zaterdag 14 november | 20:30      | 1000 m vrouwen 1000 m mannen ploegenachtervolging mannen ploegenachtervolging vrouwen teamsprint mannen teamsprint vrouwen |
| Zondag 15 november   | 20:30      | 1500 m vrouwen 1500 m mannen 2e 500 m vrouwen 2e 500 m mannen massastart vrouwen massastart mannen                         |

## Podia

### Mannen
| Wedstrijd            | Goud                                                    | Tijd       | Zilver                                                         | Tijd    | Brons                                                     | Tijd    |
| 1e 500 m             | Pavel Koelizjnikov Rusland                              | 34,11      | Mika Poutala Finland                                           | 34,28   | William Dutton Canada                                     | 34,46   |
| 2e 500 m             | Pavel Koelizjnikov Rusland                              | 34,00 WR   | William Dutton Canada                                          | 34,25   | Alex Boisvert-Lacroix Canada                              | 34,30   |
| 1000 m               | Gerben Jorritsma Nederland                              | 1.07,20    | Pavel Koelizjnikov Rusland                                     | 1.07,33 | Kjeld Nuis Nederland                                      | 1.07,40 |
| 1500 m               | Denis Joeskov Rusland                                   | 1.41,88 BR | Bart Swings België                                             | 1.42,48 | Joey Mantia Verenigde Staten                              | 1.42,48 |
| 5000 m               | Sven Kramer Nederland                                   | 6.08,61    | Jorrit Bergsma Nederland                                       | 6.10,44 | Ted-Jan Bloemen Canada                                    | 6.12,72 |
| Massastart           | Bart Swings België                                      | 7.31,30    | Jorrit Bergsma Nederland                                       | 7.33,20 | Reyon Kay Nieuw-Zeeland                                   | 7.34,17 |
| Teamsprint           | Nederland Ronald Mulder Kai Verbij Stefan Groothuis     | 1.18,79 WR | Verenigde Staten Mitchell Whitmore Jonathan Garcia Joey Mantia | 1.19,39 | Rusland Roeslan Moerasjov Artjom Koeznetsov Aleksej Jesin | 1.19,59 |
| Ploegenachtervolging | Canada Jordan Belchos Ted-Jan Bloemen Benjamin Donnelly | 3.39,32    | Zuid-Korea Joo Hyung-joon Kim Cheol-min Lee Seung-hoon         | 3.39,60 | Italië Fabio Francolini Andrea Giovannini Luca Stefani    | 3.41,97 |

### Vrouwen
| Wedstrijd            | Goud                                                       | Tijd       | Zilver                                          | Tijd    | Brons                                                  | Tijd    |
| 1e 500 m             | Lee Sang-hwa Zuid-Korea                                    | 36,96      | Zhang Hong China                                | 37,18   | Brittany Bowe Verenigde Staten                         | 37,22   |
| 2e 500 m             | Zhang Hong China                                           | 36,94      | Lee Sang-hwa Zuid-Korea                         | 36,99   | Heather Richardson-Bergsma Verenigde Staten            | 37,06   |
| 1000 m               | Heather Richardson-Bergsma Verenigde Staten                | 1.12,51 WR | Brittany Bowe Verenigde Staten                  | 1.12,54 | Zhang Hong China                                       | 1.12,65 |
| 1500 m               | Brittany Bowe Verenigde Staten                             | 1.51,59 WR | Heather Richardson-Bergsma Verenigde Staten     | 1.52,27 | Martina Sáblíková Tsjechië                             | 1.54,18 |
| 3000 m               | Martina Sáblíková Tsjechië                                 | 3.57,21    | Irene Schouten Nederland                        | 3.58,39 | Natalja Voronina Rusland                               | 3.58,78 |
| Massastart           | Kim Bo-reum Zuid-Korea                                     | 8.36,04    | Irene Schouten Nederland                        | 8.36,09 | Ivanie Blondin Canada                                  | 8.36,16 |
| Teamsprint           | Japan Erina Kamiya Maki Tsuji Nao Kodaira                  | 1.26,82 WR | China Yu Jing Zhang Hong Li Qishi               | 1.27,08 | Canada Marsha Hudey Noémie Fiset Heather McLean        | 1.28,39 |
| Ploegenachtervolging | Nederland Marije Joling Antoinette de Jong Marrit Leenstra | 2.56,11    | Japan Ayaka Kikuchi Misaki Oshigiri Miho Takagi | 2.56,46 | Rusland Olga Graf Jelizaveta Kazelina Natalja Voronina | 2.56,98 |